# Agustín Fernández Mallo
Agustín Fernández Mallo (La Coruña, 1967) es un físico y escritor español afincado en Palma de Mallorca.  Autor de más de una veintena de obras, que incluyen novelas, ensayos, poesía y otros tipos de narrativa. Es uno de los miembros más destacados de la llamada Generación Nocilla, Generación Mutante o Afterpop, cuya denominación más popular procede del título de una serie de sus novelas.  Su obra ha sido traducida a una decena de idiomas.

## Biografía
En el año 2000 acuña el término poesía pospoética, que tendría más tarde su formalización en el ensayo Postpoesía -en el que además investiga las conexiones entre arte y ciencias-,  y cuya propuesta práctica constituyen los poemarios Yo siempre regreso a los pezones y al punto 7 del Tractatus, Creta lateral Travelling –Premio Café Mon 2005–, el poemario-performance Joan Fontaine Odisea [mi deconstrucción] y Carne de píxel.
Ha publicado las novelas Nocilla Dream (Candaya, 2006) y Nocilla Experience (Alfaguara, 2008), formando ambas parte de una trilogía que concluía en el año 2009 con la publicación de Nocilla Lab por la editorial Alfaguara. También ha experimentado con la reescritura de la obra de Borges –una de sus influencias-, en El hacedor (de Borges), Remake, (Alfaguara 2011), un trabajo de marcado carácter conceptual. Entre sus influencias, como él mismo ha señalado en entrevistas, se encuentran tanto la literatura canónica como las ciencias, el cine, la publicidad o el arte conceptual. Trabaja sus textos más como modelos de redes que como desarrollos lineales, colocando la alta y la baja cultura en un mismo nivel de importancia metafórica. 
La publicación de su obra Nocilla Dream, de rápido éxito de público, fue calificada por la crítica especializada como una regeneración de la narrativa en castellano, y la prensa cultural empezó a difundir el término Generación Nocilla para etiquetar su obra junto a la de todo un grupo de autores como Jorge Carrión, Eloy Fernández Porta, Vicente Luis Mora o Juan Francisco Ferré. A partir de la publicación de la antología Mutantes empezó a usarse también el término Generación mutante, aunque básicamente hace referencia a los mismos nombres.
En 2008 fue galardonado con el Premio Ciudad de Burgos de Poesía por su libro Carne de píxel. Con su primera obra ensayística Postpoesía, Hacia un nuevo paradigma ha sido finalista del Premio de Ensayo Anagrama.
En 2018 fue merecedor del Premio Biblioteca Breve por la novela Trilogía de la guerra (Seix Barral), que fue destacada por el The New York Times como uno de los mejores libros de ficción del año.
En 2019, Agustín Fernández Mallo fue premiado con el Premio Cálamo 'Extraordinario 2018' por el conjunto de su obra.
En 2021, Trilogía de la guerra (War Trilogy), en traducción al inglés por Thomas Bunstead, y publicada en inglés por Fitzcarraldo Editions con el título The Things We´ve Seen, fue merecedora del English PEN Award en 2021.
En 2022, ganó el Premio Europeo de Literatura por el Proyecto Nocilla, la primera obra en español merecedora de este galardón. El mismo año, por su publicación en italiano, Trilogia Della Guerra, en la editorial Utopia, y tras una consulta que la publicación L´Indiscreto llevó a cabo a 650 profesionales de la edición, críticos y libreros, fue elegida Mejor Novela Internacional 2022.   
Trabajó como físico en el ámbito de las radiaciones ionizantes nucleares aplicadas a la medicina. Ha colaborado en diversas revistas culturales así como en los diarios El País, El Mundo y La Vanguardia. Mantiene, junto con Eloy Fernández Porta, el dúo de spoken word llamado Afterpop, Fernández&Fernández. 
Ha sido incluido como autor destacado en el libro Spanish fiction in the digital age, antología de Christine Henseler editada por Palgrave Macmillan.
Con Juan Feliu forma el dúo musical Frida Laponia, que en 2012 grabó el CD Pacas go downtown. Fernández Mallo también ha filmado una serie de cortometrajes (entre 2 y 9 minutos).

## Obras
Poesía
- Yo siempre regreso a los pezones y al punto 7 del Tractatus, Edición personal, 2001 (reeditada por Alfaguara, Madrid, 2012).
- Creta, lateral travelling, La Guantera, 2004 (Editorial Sloper, 2009).
- Joan Fontaine Odisea (mi deconstrucción), La Poesía, señor hidalgo, 2005.
- Antibiótico, poema único de 100 páginas, escrito en 2005 y publicado por primera vez en 2006;[5] Visor, Madrid, 2012.
- Carne de píxel, DVD Ediciones, 2008.
- Ya nadie se llamará como yo + Poesía reunida (1998 - 2012), Seix Barral, 2015.

Narrativa
- Nocilla Dream, Editorial Candaya, 2006.
- Nocilla Experience, Alfaguara, 2008.
- Nocilla Lab, Alfaguara, 2009, que termina con una historieta dibujada por Pere Joan[6]
- Proyecto Nocilla, Alfaguara, 2013, que reúne Nocilla dream, Nocilla experience y Nocilla lab, con Nota final de Julio Ortega.
- Limbo, Alfaguara, 2014.
- Trilogía de la guerra, Seix Barral, 2018.
- El libro de todos los amores, Seix Barral, 2022.
- Madre de corazón atómico, Seix Barral, 2024.

Ensayo
- Postpoesía. Hacia un nuevo paradigma, Editorial Anagrama, 2009
- Teoría general de la basura (cultura, apropiación, complejidad), Editorial Galaxia Gutenberg, 2018.
- Wittgenstein, arquitecto: (el lugar inhabitable) , Editorial Galaxia Gutenberg, 2020.
- La mirada imposible, Wunderkammer, 2021.
- La forma de la multitud, I Premio de Ensayo Eugenio Trías, se prevé su publicación por parte de Galaxia Gutenberg en 2023.

## Premios y reconocimientos
- Primer premio Café Món por Creta, lateral travelling
- Nocilla Dream fue designada la mejor novela en castellano del año por Quimera, y la crítica de esa misma revista la catalogó como la 4.º novela en español más importante de la década (2000-2010)
- Nocilla Dream, una de las diez mejores novelas de 2006 según el suplemento El Cultural, del periódico El Mundo
- Premio de Poesía Ciudad de Burgos 2007 por Carne de píxel
- Nocilla Experiencie fue nombrada la mejor novela de 2008 por La 2 de Televisión Española[7]
- Finalista del Premio Anagrama con su ensayo Postpoesía. Hacia un nuevo paradigma
- Nocilla Lab fue elegida por el suplemento cultural Babelia como la 3.ª novela en español más importante de 2009
- Ganador del Premio Biblioteca Breve, que concede la editorial Seix Barral, con la novela Trilogía de la guerra
- Ganador del Premio Cálamo 'Extraordinario 2018' por el conjunto de su obra.
- English PEN Award 2021 por Trilogía de guerra, (The Things We´ve Seen en inglés).[3]
- Ganador del Premio Europeo de Literatura 2022 por el Proyecto Nocilla.
- I Premio de Ensayo Eugenio Trías, por su obra 'La forma de la multitud' (2022).
- Mejor Novela Internacional 2022, Trilogia Della Guerra en italiano, por L´Indiscreto.[4]
- El libro de todos los amores, ganó el premio Cercador Prize, otorgado por los libreros independientes de Estados Unidos al mejor libro traducido y publicado ese año. Fue traducido al inglés (The Book of All Loves) por Thomas Bunstead y editado en ese idioma por la editorial británica Fitzcarraldo.[8]